# Liste der denkmalgeschützten Objekte in Hadersdorf-Kammern
Die Liste der denkmalgeschützten Objekte in Hadersdorf-Kammern enthält die 27 denkmalgeschützten, unbeweglichen Objekte der Gemeinde Hadersdorf-Kammern.

## Denkmäler
| Foto  |                 | Denkmal                                                                                           | Standort                                                    | Beschreibung | Metadaten |
| ----- | --------------- | ------------------------------------------------------------------------------------------------- | ----------------------------------------------------------- | --- | --- |
| ja    | Datei hochladen | Fundzone Bahnhof Hadersdorf/Kamp HERIS-ID: 11094 Objekt-ID: 7163                                  | Am Bahnhof 1 Standort KG: Hadersdorf am Kamp                | In den Jahren 1888 und 1889 wurde beim Bau der Kamptalbahn in der Nähe des Bahnhofes von Hadersdorf ein großes prähistorisches Gräberfeld entdeckt. Weitere Funde kamen 1997 bei der Errichtung eines Parkplatzes beim Bahnhof zum Vorschein. | BDA-Hist.: Q38089250 Status: Bescheid Stand der BDA-Liste: 2025-06-30 Name: Fundzone Bahnhof Hadersdorf/Kamp GstNr.: .149, .179, 385/1, 386/1, 387/1, 387/2, 388, 398/1, 398/2, 398/3, 398/6, 398/7, 398/8, 411/1, 411/3, 411/4, 413/3 Find spot Bahnhof Hadersdorf am Kamp |
| ja    | Datei hochladen | Kath. Pfarrkirche hll. Peter und Paul HERIS-ID: 49850 Objekt-ID: 54086                            | bei Hauptplatz 2 Standort KG: Hadersdorf am Kamp            | Die gegenüber dem Rathaus gelegene Pfarrkirche hll. Peter und Paul ist eine spätbarocke, im Kern romanische und gotische Saalkirche mit barockem Ostturm und Kapellenanbau. Das dreijochige Langhaus verfügt über Lunettenfenster und wuchtige, strebepfeilerartige Verstärkungen von 1746–1750 sowie über Reste der Spitzbogenfenster vom gotischen Vorgängerbau. Die westliche Seite ist durch Ortsteine gegliedert und durch ein Tor mit Beschlägen und Schloss aus der zweiten Hälfte des 18. Jahrhunderts geöffnet. An das Langhaus schließt ein niedriger, rechteckiger Chor an. Im Süden befindet sich eine Kreuzkapelle mit Dreieckgiebel aus der Mitte des 18. Jahrhunderts. In der Achse des Chores erhebt sich der vorgestellte, dreigeschoßige Ostturm von 1768. Dieser ist durch Pilaster und Gesimse gegliedert, hat ein reich gestaltetes Uhrengeschoß und wird von einem Zwiebelhelm bekrönt. Er verfügt außerdem über eine kreuzgratgewölbte Durchgangshalle ohne Zugang zum Chor. | BDA-Hist.: Q24699829 Status: § 2a Stand der BDA-Liste: 2025-06-30 Name: Kath. Pfarrkirche hll. Peter und Paul GstNr.: .71 Saints Peter and Paul Church (Hadersdorf am Kamp)                                                                                                 |
| ja    | Datei hochladen | Karner HERIS-ID: 59022 Objekt-ID: 69958                                                           | bei Hauptplatz 2 Standort KG: Hadersdorf am Kamp            | Der Karner von Hadersdorf, der sich neben der Kirche an der südwestlichen Ecke des Marktplatzes erhebt, ist ein spätromanischer/frühgotischer Rundbau aus der Zeit um 1260/1270. Er wurde 1619 von den Schweden zerstört und nach der Demolierung des romanischen Dekors 1668 bis zur Wiederherstellung in den 1960er-Jahren als Schüttkasten verwendet. | BDA-Hist.: Q38085613 Status: § 2a Stand der BDA-Liste: 2025-06-30 Name: Karner GstNr.: .161 Ossuary (Hadersdorf am Kamp) |
| ja    | Datei hochladen | Kapelle hl. Johannes Nepomuk HERIS-ID: 59025 Objekt-ID: 69961                                     | bei Hauptplatz 2 Standort KG: Hadersdorf am Kamp            | Gegenüber der Kirche von Hadersdorf steht in der südwestlichen Platzecke eine Johannes-Nepomuk-Kapelle aus der Zeit um 1750. Der Baldachinbau ist durch Pilaster gegliedert. An der Hauptfront hat er einen durchbrochenen Ziergiebel und ein schmiedeeisernes Gitter aus der Bauzeit. Das kuppelige Dach wird von einem Rundaufsatz bekrönt. Innen steht auf einem mit 1750 bezeichneten Volutensockel eine Statue des Heiligen. | BDA-Hist.: Q38085636 Status: § 2a Stand der BDA-Liste: 2025-06-30 Name: Kapelle hl. Johannes Nepomuk GstNr.: 522/6 Saint John of Nepomuk Chapel (Hadersdorf am Kamp) |
| ja    | Datei hochladen | Bürgerhaus HERIS-ID: 34004 Objekt-ID: 31870                                                       | Hauptplatz 3 Standort KG: Hadersdorf am Kamp                | Das breitgelagerte, eingeschoßige Bürgerhaus am Hauptplatz 3 hat ein geschweiftes Giebelgeschoß und eine Dreieckspitze, eine josephinische Putzgliederung mit Fensterrahmungen aus der Zeit um 1790, Fensterkörbe aus derselben Zeit im Erdgeschoß sowie ein seitliches Hoftor mit geschweiftem Giebelaufsatz. | BDA-Hist.: Q37955508 Status: § 57-Mandatsbescheid Stand der BDA-Liste: 2025-06-30 Name: Bürgerhaus GstNr.: .2 |
| ja    | Datei hochladen | Bildstock HERIS-ID: 67702 Objekt-ID: 80680 marterl.at: 15152                                      | vor Hauptplatz 3 Standort KG: Hadersdorf am Kamp            | Dieses Denkmal besteht aus den Tabernakeln zweier abgekommener Bildstöcke, die übereinander gestellt wurden. Der untere Teil kann nicht mit Sicherheit zugeordnet werden. Der obere Teil stammt von einem Bildstock, der ursprünglich an der Straße nach Engabrunn stand und anhand der Stifterinschrift und der Pfarrmatriken auf das Jahr 1678 datiert wird. Die eingravierte Jahreszahl 1768 wird als Zahlendreher interpretiert. | BDA-Hist.: Q38117433 Status: § 2a Stand der BDA-Liste: 2025-06-30 Name: Bildstock GstNr.: 520/11 |
| ja    | Datei hochladen | Bürgerhaus HERIS-ID: 11689 Objekt-ID: 7798                                                        | Hauptplatz 6 Standort KG: Hadersdorf am Kamp                | Das schmal proportionierte Haus am Hauptplatz 6 hat eine weite, abgefast rundbogige Hauseinfahrt und einen Volutengiebel im Stil des 17. Jahrhunderts. Die spätbarocke Fassadengliederung und die Fensterrahmungen gehen auf das 18. Jahrhundert zurück. | BDA-Hist.: Q38109423 Status: Bescheid Stand der BDA-Liste: 2025-06-30 Name: Bürgerhaus GstNr.: .5 |
| ja    | Datei hochladen | Bürgerhaus HERIS-ID: 22135 Objekt-ID: 18463                                                       | Hauptplatz 13 Standort KG: Hadersdorf am Kamp               | Das Sgraffitohaus am Hauptplatz 13 verfügt über Dekor von 1567, der auf den Weinbau Bezug nimmt. Es verfügt außerdem über ein abgefastes Segmentbogenportal und einen seitlichen Tonnenflur. | BDA-Hist.: Q37867403 Status: Bescheid Stand der BDA-Liste: 2025-06-30 Name: Bürgerhaus GstNr.: .11 |
| ja    | Datei hochladen | Bürgerhaus HERIS-ID: 45656 Objekt-ID: 47037                                                       | Hauptplatz 14 Standort KG: Hadersdorf am Kamp               | Das traufständige Bürgerhaus am Hauptplatz 14 hat seitlich über der Durchfahrt auf abgewellten Tragkonsolen einen spätgotisch bemalten Flacherker des 16. Jahrhunderts. Die Fassade wurde vereinheitlicht und barockisiert. Im Obergeschoß sind spätbarocke Fensterrahmungen aus dem 18. Jahrhundert zu sehen. Das rautenförmig aufgedoppelte Tor ist mit 1801 bezeichnet. Eine tonnengewölbte Durchfahrt führt in das kreuzgratgewölbte Erdgeschoß. | BDA-Hist.: Q38017239 Status: Bescheid Stand der BDA-Liste: 2025-06-30 Name: Bürgerhaus GstNr.: .12 |
| ja    | Datei hochladen | Gasthaus Zum goldenen Engel HERIS-ID: 13356 Objekt-ID: 9534                                       | Hauptplatz 16 Standort KG: Hadersdorf am Kamp               | Das traufständige Gasthaus Zum goldenen Engel hat einen langgestreckten Hofflügel aus dem 19. Jahrhundert und eine schlichte Fassade in Formen des romantischen Historismus. | BDA-Hist.: Q38176026 Status: Bescheid Stand der BDA-Liste: 2025-06-30 Name: Gasthaus Zum goldenen Engel GstNr.: .16 |
| ja    | Datei hochladen | Pranger HERIS-ID: 59513 Objekt-ID: 70857                                                          | südlich Hauptplatz 16 Standort KG: Hadersdorf am Kamp       | Der im 16. Jahrhundert errichtete Pranger in der Mitte des Marktplatzes hat einen achtseitigen Schaft auf runder Basis mit ausladendem, halbkugeligem Gliederungselement, einen Quaderaufsatz mit Muschelmotiv sowie eine bekrönende Fahne und eine Rolandsfigur (?). | BDA-Hist.: Q38087537 Status: § 2a Stand der BDA-Liste: 2025-06-30 Name: Pranger GstNr.: 522/6 |
| ja    | Datei hochladen | Bürgerhaus HERIS-ID: 34005 Objekt-ID: 31871                                                       | Hauptplatz 18 Standort KG: Hadersdorf am Kamp               | Das Bürgerhaus am Hauptplatz 18 hat eine giebelständige spätbarocke Fassade von 1736 mit einem geschweiften Volutengiebel, der sich vor einem Zwerchdach erhebt. Die Fassade ist durch Lisenen, Gesimse und aufwendige Fensterrahmungen gegliedert. Im Inneren befinden sich ein kreuzgratgewölbter Seitenflur und ein gewölbtes Stiegenhaus. | BDA-Hist.: Q37955522 Status: Bescheid Stand der BDA-Liste: 2025-06-30 Name: Bürgerhaus GstNr.: .18 |
| ja    | Datei hochladen | Bürgerhaus HERIS-ID: 34006 Objekt-ID: 31872                                                       | Hauptplatz 22 Standort KG: Hadersdorf am Kamp               | Das Bürgerhaus am Hauptplatz 22 ist ein traufständiges, geknicktes Seitenflurhaus. Es hat im genuteten Erdgeschoß Fensterverdachungen vom Baukern des 17. Jahrhunderts. Im Obergeschoß zeigt sich eine aufwendige, spätbarocke Fassadierung mit ionischer Pilastergliederung, stuckierten Fensterrahmungen aus Rieselputz und dem Hausbild eines Edelmannes. Im Inneren befindet sich ein Tonnenflur. Das Erdgeschoß ist stichkappentonnengewölbt. | BDA-Hist.: Q37955538 Status: Bescheid Stand der BDA-Liste: 2025-06-30 Name: Bürgerhaus GstNr.: .39 |
| ja    | Datei hochladen | Bürgerhaus, Daniel Spoerri-Museum HERIS-ID: 34009 Objekt-ID: 31875                                | Hauptplatz 23 Standort KG: Hadersdorf am Kamp               | Das sogenannte Hohenfurterhaus am Hauptplatz 23 ist ein breitgelagerter, traufständiger, im Kern aus dem späten 16. (?) oder frühen 17. Jahrhundert stammender Bau mit Mittelportal und seitlicher Durchfahrt. Über dem Portalaufgang erhebt sich auf Beschlagwerkkonsolen ein einachsiger Mittelerker mit Dreieckgiebel. Eine vorgeblendete, stützende Säulenädikula mit Rundgiebel ist in Formen des 17. Jahrhunderts ausgeführt. Im Portalfeld befindet sich ein reliefiertes Mariahilf-Gnadenbild. Eine Wappenkartusche am Erker ist mit 1767 bezeichnet. Ein biedermeierliches Tor führt zur platzlgewölbten Durchfahrt. Im Erdgeschoß ist eine Stichkappentonne des Baukerns mit rechteckigem, angeputztem Spiegelfeld zu sehen. | BDA-Hist.: Q24663980 Status: Bescheid Stand der BDA-Liste: 2025-06-30 Name: Bürgerhaus, Daniel Spoerri-Museum GstNr.: .40 Ausstellungshaus Spoerri |
| ja    | Datei hochladen | Bürgerhaus HERIS-ID: 34007 Objekt-ID: 31873                                                       | Hauptplatz 26 Standort KG: Hadersdorf am Kamp               | Das traufständige Seitenflurhaus mit spätbarocker Putzgliederung verfügt über Fensterläden des frühen 19. Jahrhunderts. | BDA-Hist.: Q37955551 Status: Bescheid Stand der BDA-Liste: 2025-06-30 Name: Bürgerhaus GstNr.: .44 |
| ja    | Datei hochladen | Bürgerhaus HERIS-ID: 59018 Objekt-ID: 69954                                                       | Hauptplatz 29 Standort KG: Hadersdorf am Kamp               | Das im 17. Jahrhundert errichtete ehemalige Hafnerhaus hat einen geschweiften Volutengiebel und ein seitliches Hoftor mit Rundzinnenbekrönung. | BDA-Hist.: Q38085604 Status: Bescheid Stand der BDA-Liste: 2025-06-30 Name: Bürgerhaus GstNr.: .54 |
| ja    | Datei hochladen | Wohnhaus und Wirtschaftsgebäude HERIS-ID: 34008 Objekt-ID: 31874                                  | Hauptplatz 32 Standort KG: Hadersdorf am Kamp               | Das eingeschoßige, traufständige Mittelflurhaus am Hauptplatz 32 ist im Torgitter mit 1837 bezeichnet. Es verfügt über eine biedermeierliche Putzfassade. Über den Fenstern sind steinerne Sturzfelder mit Muschelmotiven zu sehen. Das seitliche Giebeltor ist mit Vasenbekrönungen ausgestattet. | BDA-Hist.: Q37955565 Status: Bescheid Stand der BDA-Liste: 2025-06-30 Name: Wohnhaus und Wirtschaftsgebäude GstNr.: .56 |
| ja    | Datei hochladen | Gasthof Hohlnstein HERIS-ID: 58065 Objekt-ID: 68508                                               | Kremser Straße 6 Standort KG: Hadersdorf am Kamp            | Der Gasthof Holnstein (früher: Zur goldenen Gans; Zum goldenen Stern), ab 1655 nachweislich als Gastgewerbebetrieb geführt, war bis 1848 im Besitz der Pfarre und ging dann an eine adelige Familie. Es gibt Hinweise darauf, dass das Gebäude im 15. Jahrhundert eine Synagoge gewesen sein könnte. | BDA-Hist.: Q38080291 Status: Bescheid Stand der BDA-Liste: 2025-06-30 Name: Gasthof Hohlnstein GstNr.: 73 |
| ja    | Datei hochladen | Rathaus/Gemeindeamt HERIS-ID: 49848 Objekt-ID: 54084                                              | Landsknechtplatz 1 Standort KG: Hadersdorf am Kamp          | Das Rathaus von Hadersdorf ist ein langgestreckter, zweigeschoßiger Eckbau, der nach 1574 erbaut und später barockisiert wurde. Die zum Platz gerichtete Giebelfront zeigt eine Ortsteinbänderung und hat über dem profilierten Dachgebälk einen geschweiften Blendgiebel mit Attikageschoß und gequaderter Pfeilergliederung. Seitlich befindet sich ein profiliertes Rechteckportal aus der Bauzeit mit einem Wappen an der Gesimsverdachung. | BDA-Hist.: Q38036481 Status: § 2a Stand der BDA-Liste: 2025-06-30 Name: Rathaus/Gemeindeamt GstNr.: .58 |
| ja    | Datei hochladen | Bildstock, Müllerkreuz HERIS-ID: 59023 Objekt-ID: 69959                                           | Standort KG: Hadersdorf am Kamp                             | Das sogenannte Müllerkreuz am südöstlichen Ortsausgang ist inschriftlich mit 1680 bezeichnet. Die Säule hat einen Quaderaufsatz zwischen ausladenden Deckplatten, einen Pyramidenaufsatz mit Steinkreuz und drei Reliefs von Pestheiligen. | BDA-Hist.: Q38085618 Status: § 2a Stand der BDA-Liste: 2025-06-30 Name: Bildstock, Müllerkreuz GstNr.: 114/60 |
| ja    | Datei hochladen | Figurenbildstock hl. Johannes Nepomuk HERIS-ID: 67701 Objekt-ID: 80679                            | Umfahrungsstraße 2, südlich Standort KG: Hadersdorf am Kamp | Südwestlich des Ortes befindet sich nahe dem Kamp eine Statue des hl. Johannes Nepomuk. Der Quadersockel ist am Kartuschenrahmen mit 1715 bezeichnet. Die Statue steht unter einem mit 1775 bezeichneten Holzbaldachin auf vier Säulen mit hohen Sockeln. | BDA-Hist.: Q38117421 Status: § 2a Stand der BDA-Liste: 2025-06-30 Name: Figurenbildstock hl. Johannes Nepomuk GstNr.: 183/7 Bildstock Nepomuk Hadersdorf |
| ja BW | Datei hochladen | Stiftsgut Kammern, ehem. Zwettler Freihof HERIS-ID: 43672 Objekt-ID: 44338                        | Am Mühlkamp 3 Standort KG: Kammern                          | Der zweigeschoßige Bau unter einem Satteldach wurde um die Mitte des 17. Jahrhunderts errichtet. Er hat reich profilierte Fensterrahmungen und eine Putzfeldgliederung, innen befinden sich Stichkappentonnen und Kreuzgratgewölbe. Die vier nördlichen Gebäudeachsen wurden im 20. Jahrhundert verändert. | BDA-Hist.: Q38004666 Status: Bescheid Stand der BDA-Liste: 2025-06-30 Name: Stiftsgut Kammern, ehem. Zwettler Freihof GstNr.: .44 |
| ja    | Datei hochladen | Mühlenanlage Reinprecht HERIS-ID: 67699 Objekt-ID: 80677                                          | Am Mühlkamp 9 Standort KG: Kammern                          | Die Reinprechtsmühle südlich von Kammern hat eine romantisch-historistische Fassadengliederung aus dem späten 19. Jahrhundert, einen Treppengiebel und ein Kreuzdach. Aus dem späten 19. Jahrhundert stammt ein achteckiger Holzpavillon mit Laternenaufsatz. | BDA-Hist.: Q38117411 Status: Bescheid Stand der BDA-Liste: 2025-06-30 Name: Mühlenanlage Reinprecht GstNr.: 37/1, .45/1, .45/2 |
| ja    | Datei hochladen | Kath. Filialkirche hl. Maria Magdalena HERIS-ID: 49977 Objekt-ID: 54389                           | neben Hauptstraße 15 Standort KG: Kammern                   | Die Filialkirche hl. Maria Magdalena ist ein schlichter, flachgedeckter Rechteckbau von 1833 mit eingezogenem, gerade geschlossenem Chor und platzlgewölbtem Joch. Der Altar aus der ersten Hälfte des 18. Jahrhunderts verfügt über ein reich gegliedertes Säulenretabel mit gesprengtem Segmentbogengiebel und vorgestellten, gedrehten Säulen mit Kompositkapitellen sowie Volutenauszug. Der Altar verfügt über ein Mariahilf-Gnadenbild als Altarbild und eine Darstellung der hl. Maria Magdalena als Oberbild. Zur weiteren Ausstattung zählen in Holz ausgeführte und gekalkte Statuen der hll. Leopold und Johannes (?) aus der ersten Hälfte des 18. Jahrhunderts, ein mit 1728 bezeichnetes Ölbild der hl. Maria Magdalena sowie ein um 1730 angefertigtes Ölbild der Heiligen Familie. | BDA-Hist.: Q38037324 Status: § 2a Stand der BDA-Liste: 2025-06-30 Name: Kath. Filialkirche hl. Maria Magdalena GstNr.: .46 |
| ja    | Datei hochladen | Mühle, Wohn- und Wirtschaftsgebäude HERIS-ID: 32922 Objekt-ID: 30140                              | Kapellenweg 1 Standort KG: Kammern                          | | BDA-Hist.: Q37949821 Status: Bescheid Stand der BDA-Liste: 2025-06-30 Name: Mühle, Wohn- und Wirtschaftsgebäude GstNr.: .27/1 |
| ja    | Datei hochladen | Bürgerhaus HERIS-ID: 58068 Objekt-ID: 68511                                                       | Ortsstraße 23 Standort KG: Kammern                          | | BDA-Hist.: Q38080312 Status: Bescheid Stand der BDA-Liste: 2025-06-30 Name: Bürgerhaus GstNr.: .4 |
| ja    | Datei hochladen | Jungpaläolithische Freilandstation Kammern-Grubgraben HERIS-ID: 112878 Objekt-ID: 131103seit 2017 | Standort KG: Kammern                                        | Im Grubgraben bei Kammern wurden fünf Kulturschichten des Paläolithikums festgestellt. Die Fundstelle zeichnet sich durch eine reiche Knochenindustrie aus. Zu den gesicherte Objekten zählen Gebäudereste, Nadeln, Elfenbeinspitzen, Spatel, runde Anhänger, gezähnte Knochenartefakte, ein Lochstab, das Fragment einer Speerschleuder und eine Flöte aus dem Schienbein eines Rentiers. | BDA-Hist.: Q37832509 Status: Bescheid Stand der BDA-Liste: 2025-06-30 Name: Jungpaläolithische Freilandstation Kammern-Grubgraben GstNr.: 431, 430/1, 430/2, 430/4, 430/3                                                                                                   |